# Jarno Opmeer
Jarno Opmeer, född 11 april 2000 i Dordrecht, är en nederländsk före detta racerförare och e-sportmästare inom F1 2020 och F1 2021.